# Pipes of Peace (Lied)
Pipes of Peace (englisch für „Friedenspfeifen“) ist ein Lied des britischen Musikers Paul McCartney, das 1983 als Single A-Seite veröffentlicht wurde. Komponiert wurde es von Paul McCartney. Es war die dritte Singleveröffentlichung von Paul McCartney nach Auflösung der Band The Beatles, die Platz eins in den britischen Charts erreichte.

## Hintergrund
Pipes of Peace ist der Titeltrack und das Eröffnungslied vom gleichnamigen Album. Es wurde auf Wunsch eines Freundes, des Jazzmusikers George Melly, geschrieben und war ursprünglich als Wohltätigkeitsveröffentlichung gedacht, doch nach der Fertigstellung der Komposition beschloss McCartney das Lied für sich zu verwenden. Die Inspiration für Pipes of Peace kam von zwei weiteren Quellen: der Zeile light a candle aus einem Gedicht von Rabindranath Tagore in einem Buch des bengalischen Dichters und Nobelpreisträgers, das McCartney Anfang der 1980er Jahr im Buchladen Daunt Books in der Marylebone High Street in London fand-
In dem 2021er-Buch The Lyrics: 1956 To The Present erinnert sich McCartney an die Inspiration zum Lied: „Eines von Tagores Gedichten enthielt die Zeile «light a candle» [„zünde eine Kerze an“] oder so ähnlich, und ich habe es nur ein bisschen damit gespielt. […] also habe ich diese eine Zeile bei ihm geklaut. Vielleicht habe ich sie mir aber auch nur falsch gemerkt. Es kann sein, dass es nur darum ging, eine Kerze für die Liebe anzuzünden, aber das war es, woran ich mich erinnert habe. Wir alle sehnen uns danach, so etwas zu hören: dass wir zusammenkommen, einander Liebe schenken, […]. Dieser Song […] wurde dann zu einer Art Friedenshymne.“
Eine weitere Inspiration für das Lied war der Satz "Songs of joy instead of/Burn baby burn", der während der Unruhen im August 1965 in Watts, Los Angeles berühmt wurde, die einen Teil der Innenstadt zerstörten. 
Pipes of Peace ist die zweite Singleauskopplung aus dem Album Pipes of Peace und erreichte Platz eins in Großbritannien und Platz 43 in Deutschland. In den USA wurde Pipes of Peace nicht als A-Seite veröffentlicht, stattdessen wurde dort die B-Seite So Bad zur A-Seite und Pipes of Peace zur B-Seite. Pipes of Peace wurde der dritte und der bisher letzte Nummer-eins-Hit für Paul McCartney in Großbritannien.

Deutsche und britische Truppen während des Weihnachtsfriedens

Für das Lied wurde ein Musikvideo in Chobham Common in Surrey unter der Regie von Keith McMillan produziert. Das Video zu Pipes of Peace zeigt den Weihnachtsfrieden von 1914, als im Ersten Weltkrieg eine Reihe inoffizieller vorübergehender Waffenstillstände an der Westfront stattfanden, es nahmen über 100 Statisten teil. Paul McCartney porträtiert einen britischen und einen deutschen Soldaten, beide gespielt von McCartney, die sich im Niemandsland treffen und Fotos ihrer Freundinnen/Ehefrauen austauschen, während andere Soldaten sich verbrüdern und Fußball spielen. Als eine Granatenexplosion die beiden Armeen zwingt, sich in ihre eigenen Schützengräben zurückzuziehen, stellen beide Männer fest, dass sie immer noch die Bilder des anderen haben.
In dem 2021er-Buch The Lyrics: 1956 To The Present erinnerte sich McCartney an die Idee zum Musikvideo: „Er (Keith McMillan) und ich unterhielten uns über "Pipes Of Peace", und ich erinnerte mich an einen Film, der im Fernsehen gezeigt wurde, als ich ein Kind war, über Soldaten in den Schützengräben, die sich im Niemandsland begrüßten und am Weihnachtstag 1914 eine Partie Fußball spielten. Da haben wir visuell angefangen, also spiele ich im Video sowohl einen britischen als auch einen deutschen Soldaten.“

## Aufnahme
Die erste Aufnahmesession für Pipes of Peace fand am 10. September 1982 in den AIR Studios in London statt, wobei George Martin als Produzent fungierte. Geoff Emerick und Jon Jacobs waren die Toningenieure der Aufnahme. Overdubs wurden im Oktober ebenfalls in den AIR Studios in London eingespielt. Die Abmischung erfolgte am 30. Juni 1983, wiederum in den AIR Studios in London. Bei den Aufnahmen sang der Pestalozzi-Kinderchor, der 1981 ein Album veröffentlichte, Songs Of Joy, dessen Titel im Refrain von Pipes of Peace erwähnt wird.
Besetzung:
- Paul McCartney: Gesang, E-Gitarre, Bassgitarre, Klavier, Synthesizer, Kalimba, Schlagzeug, Tamburin, Maracas
- Linda McCartney: Hintergrundgesang
- Eric Stewart: Hintergrundgesang
- Stella McCartney: Hintergrundgesang
- Mary McCartney: Hintergrundgesang
- James Kippen: Tabla
- Adrian Brett: Panflöte
- Kenneth Sillito, Alan Peters, Galina Solodchin, Laurie Lewis, Michael Rennie, Patrick Hailing, Gavin Wright: Violine
- George Turnlund, John Underwood, Ken Essex: Viola Alexander Kok, Anthony Keith Harvey, Dennis Vigay, Peter Willison: Bratsche
- Pestalozzi Kinderchor: Chorgesang
- Unbekannte Musiker: Blasinstrumente

## Coverversionen
Es gibt 15 Coverversionen von Pipes of Peace.

## Veröffentlichung
- Am 22. Oktober 1983 wurde das Album Pipes of Peace veröffentlicht auf dem sich das Lied Pipes of Peace befindet.
- Die Singleauskopplung in Europa Pipes of Peace / So Bad [6] erfolgte am 5. Dezember 1983. Die A-Seite wurde am Anfang und am Ende des Liedes gekürzt.
- Pipes of Peace erschien am 1. Dezember 1987 auf dem Kompilationsalbum All the Best! (Europäische Version), am 7. Mai 2001 auf Wingspan: Hits and History und am 10. Juni 2016 auf Pure McCartney.
- Im Oktober 2015 wurde Pipes of Peace, zum zweiten Mal remastert, vom Musiklabel Hear Music/Concord Music Group als Teil der Paul McCartney Archive Collection veröffentlicht. Das Remastering erfolgte von Alex Wharton in den Abbey Road Studios.[7] Die Deluxe Edition enthält noch zusätzlich das Musikvideo von Pipes of Peace.[8]
- Am 2. Dezember 2022 wurde die Singlebox The 7″ Singles Box veröffentlicht, die auch Pipes of Peace enthält.

## Auszeichnungen für Musikverkäufe
| Land/Region                  | Auszeichnungen für Musikverkäufe (Land/Region, Auszeichnung, Verkäufe) | Verkäufe |
| ---------------------------- | ---------------------------------------------------------------------- | -------- |
| Vereinigtes Königreich (BPI) | Silber                                                                 | 250.000  |
| Insgesamt                    | 1× Silber ·                                                            | 250.000  |